# Slobodan Soro
Slobodan Soro (Novi Sad, 23. prosinca 1978.), srbijanski vaterpolist, vratar beogradskog Partizana. Visok je 198 cm i ima masu 98 kg. Nakon što je niz godina bio vratar srbijanske reprezentacije u veljači 2014. najavio je kako će na OI 2016. braniti za Brazil.